# كايل أليسون
كايل أليسون (بالإنجليزية: Kyle Allison)‏ (3 أبريل 1990 بدنفيرملين في المملكة المتحدة - ) هو لاعب كرة قدم بريطاني في مركز حراسة المرمى. لعب مع دونفرملين أثلتيك وكيلتي هارتز ونادي إنفرنيس وBallingry Rovers F.C. ‏ ونادي كاودينبيث لكرة القدم ولينليثغو روز ‏.

## وصلات خارجية
- كايل أليسون على موقع قاعدة بيانات كرة القدم.إي يو (الإنجليزية)
- كايل أليسون على موقع Soccerbase.com (لاعب) (الإنجليزية)